# فرانكو سوزا
فرانكو سوزا (بالإسبانية: Franco Sosa)‏ (19 سبتمبر 1999 - ) هو لاعب كرة قدم أرجنتيني في مركز الهجوم.

## روابط خارجية
- فرانكو سوزا على موقع قاعدة بيانات كرة القدم.إي يو (الإنجليزية)
- فرانكو سوزا على موقع Soccerway.com (الإنجليزية)